# Ursus thibetanus mupinensis
El oso negro indochino (Ursus thibetanus mupinensis) es una subespecie de la especie Ursus thibetanus, es un mamífero carnívoro de la familia Ursidae.

## Distribución geográfica
Se encuentra en el centro y sur de la República Popular China.